# Мохово (Яшкинский район)
Мохово — село в Яшкинском районе Кемеровской области России. Входит в состав Шахтёрского сельского поселения.

## История
Основано в 1726 году. В «Списке населенных мест Российской империи» 1868 года издания населённый пункт упомянут как заводская деревня Мохова Томского округа (2-го участка) при реке Томи и озере Моховом, расположенная в 80 верстах от губернского города Томска. В деревне имелось 20 дворов и проживало 109 человек (59 мужчин и 50 женщин). Имелась православная часовня.

В 1911 году в деревне, входившей в состав Тутальской волости Томского уезда, имелось 64 двора и проживало 549 человек (274 мужчины и 275 женщин). Действовал деревянный молитвенный дом.
По данным 1926 года имелось 111 хозяйств и проживало 552 человека (в основном — русские). Функционировала школа I ступени. В административном отношении деревня являлась центром Моховского сельсовета Поломошинского района Томского округа Сибирского края.

## География
Село находится в северо-западной части Кемеровской области, в юго-восточной части Западно-Сибирской равнины, на правом берегу реки Томь, на расстоянии примерно 27 километров (по прямой) к западу-юго-западу (WSW) от посёлка городского типа Яшкино, административного центра района. Абсолютная высота — 102 метра над уровнем моря.

### Часовой пояс
Село Мохово, как и вся Кемеровская область, находится в часовой зоне МСК+4. Смещение применяемого времени относительно UTC составляет +7:00.

## Население
| 2010 |
| ---- |
| 208  |

Гендерный состав
По данным Всероссийской переписи населения 2010 года в гендерной структуре населения мужчины составляли 46,2 %, женщины — соответственно 53,8 %.
Национальный состав
Согласно результатам переписи 2002 года, в национальной структуре населения русские составляли 98 % из 215 чел.

## Улицы
Уличная сеть села состоит из четырёх улиц.